# 灰头雀鹛
灰头雀鹛（学名：Fulvetta cinereiceps），鸦雀科褐鹛属的一种鸟类，曾被归入画眉科雀鹛属。该物种的保护状况被评为无危。
灰头雀鹛的平均体重约为10.0克。栖息地包括亚热带或热带的高海拔疏灌丛和亚热带或热带的湿润山地林。该物种的模式产地在四川宝兴。

## 亚种
- 灰头雀鹛湖南亚种（学名：Fulvetta cinereiceps berliozi），是中国的特有亚种。分布于湖南等地。该物种的模式产地在湖南南部清洞山。[3]
- 灰头雀鹛指名亚种（学名：Fulvetta cinereiceps cinereiceps），是中国的特有亚种。分布于四川、云南、贵州等地。该物种的模式产地在四川宝兴。[4]
- 灰头雀鹛甘肃亚种（学名：Fulvetta cinereiceps fessa），是中国的特有亚种。分布于甘肃、四川、陕西等地。该物种的模式产地在甘肃洮河。[5]
- 灰头雀鹛湖北亚种（学名：Fulvetta cinereiceps fucata），是中国的特有亚种。分布于贵州、湖北、湖南等地。该物种的模式产地在湖北宜昌。[6]
- 灰头雀鹛东南亚种（学名：Fulvetta cinereiceps guttaticollis），是中国的特有亚种。分布于福建、广东等地。该物种的模式产地在福建挂墩。[7]
- 灰头雀鹛藏南亚种（学名：Fulvetta cinereiceps ludlowi）。分布于不丹以及西藏等地。该物种的模式产地在不丹Sakden。[8]